# Götarshemsdammen
Götarshemsdammen är en sjö i Tibro kommun i Västergötland och ingår i Göta älvs huvudavrinningsområde. Sjöns area är 0,013 kvadratkilometer och den är belägen 160 meter över havet.